# Vittisbofjärds kyrka

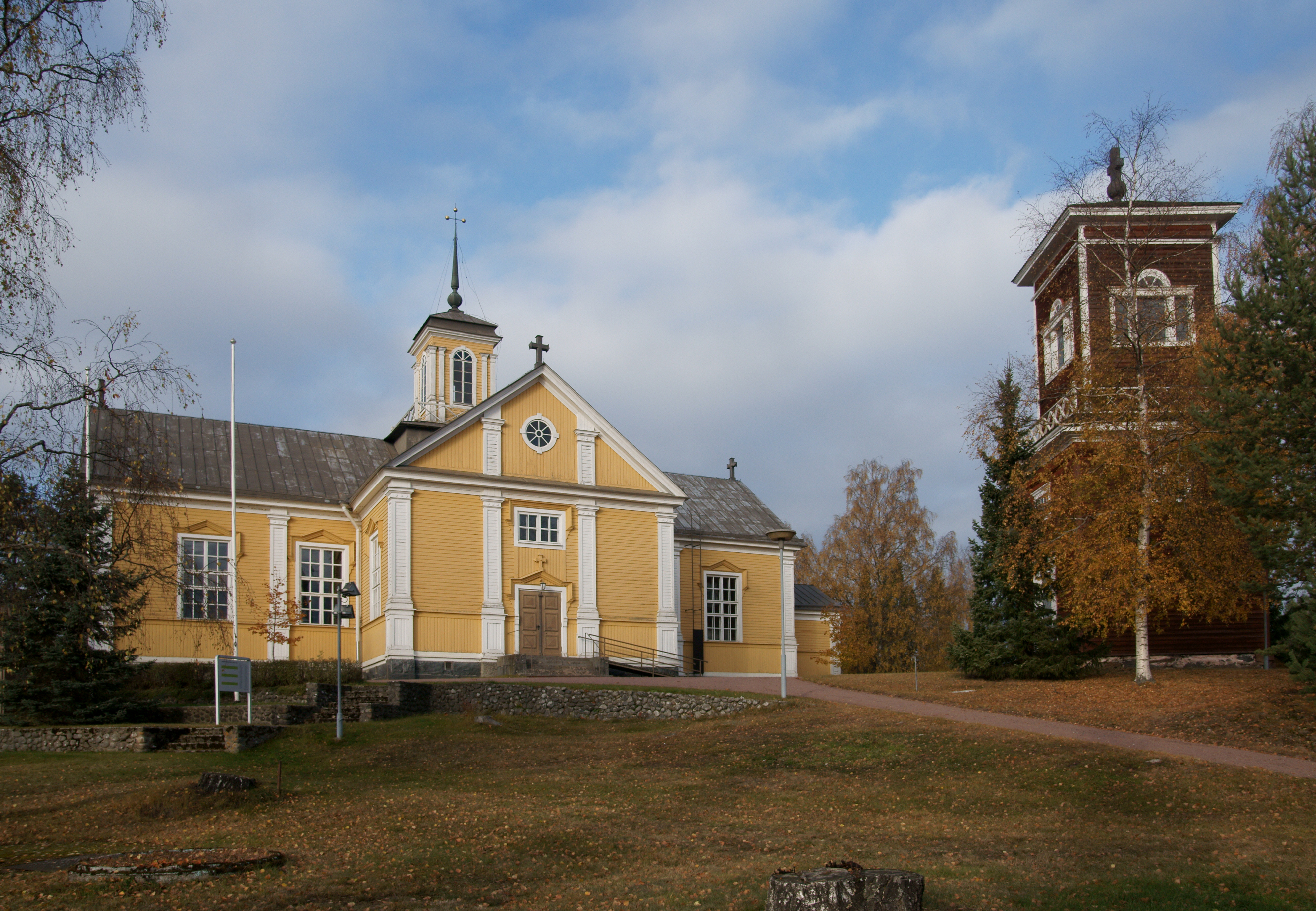
Vittisbofjärds kyrka

Vittisbofjärds kyrka är en kyrkobyggnad i Björneborg i stadsdelen Vittisbofjärd. Klockstapeln är ritad av Carl Ludvig Engel och uppförd år 1832.

## Kyrkobyggnaden
Vittisbofjärds gamla kyrka byggdes 1693 nära den nuvarande kyrkans plats. Den gamla kyrkan revs 1840. Den nuvarande tvåskeppiga träkyrkan planerades av Salomon Köhlström och  stod klar 1796. Kyrkan byggdes om till korskyrka 1908 efter ritningar av arkitekt Josef Stenbäck. Den är den äldsta kyrkan i Björneborg och rymmer cirka 720 personer.

## Inventarier
Kyrkans altartavla är från 1888 och gjord av Elin Danielson-Gambogi. Den föreställer Jesus som välsignar barnen. Predikstolen planerades av Köhlström i samband med kyrkans byggande och representerar rokokostil från 1700-talets mitt. Den är dekorerad med målningar i senbarock som visar de fyra evangelisterna. Orgeln är från 1909 har 17 stämmor.